# أوديسيوس

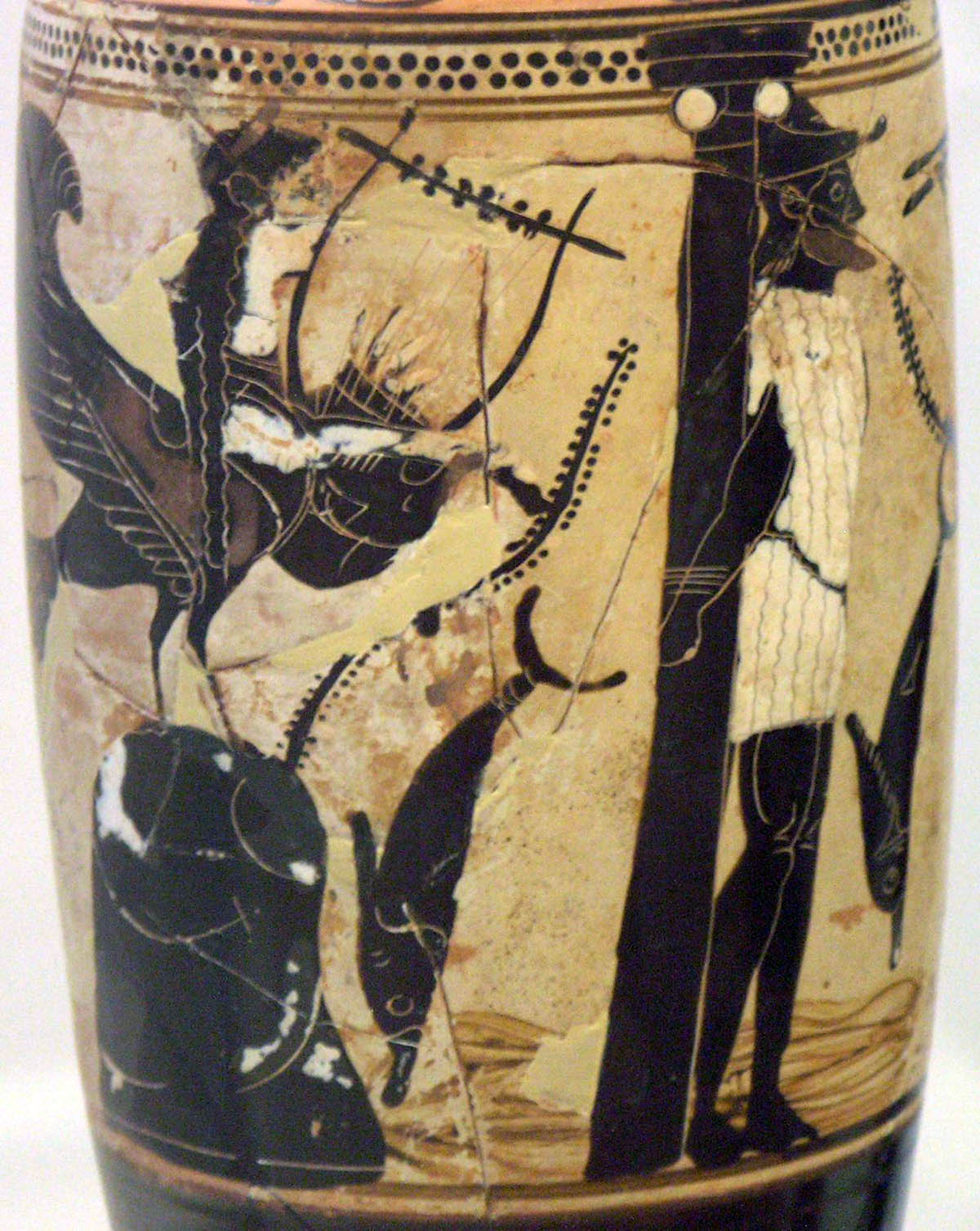
أوديسيوس

أوديسيوس (بالإغريقية: Ὀδυσσεύς) أو أوليس (باللاتينية: Ulysses) أو هو ملك إيثاكا الأسطوري، ترك بلده كي يكون من قادة حرب طروادة، وصاحب فكرة الحصان الذي به انهزم الطرواديون.
كان أوديسيوس ابنًا لارتيس وأنتكليا، وزوج بينيلوبي، ووالد تليماخوس وأكوسيلاوس، اشتهر بذكائه الفكري، ومكره، وتعدد جوانبه (polytropos)، وبالتالي عُرف بلقب أوديسيوس الماكر (باليونانية: μῆτις أو mētis، «الذكاء الماكر»). وهو مشهور جدًا بعودته إلى وطنه، أو «nostos»، التي استغرقته عشر سنوات مليئة بالأحداث بعد حرب طروادة التي استمرت لعقد من الزمن.

## خلال حرب طروادة

### الإلياذة
كان أوديسيوس أحد أكثر أبطال اليونان تأثيرًا خلال حرب طروادة. وهو من أكثر المرشدين والمستشارين الموثوقين إلى جانب نسطور وإيدومينيوس. دافع دائمًا عن قضية الآخايين، خاصةً عندما شكك الآخرون في قيادة أجاممنون، مثلما فعل في إحدى الحالات عندما تحدث ثيرسيتس ضده. عندما أعلن أجاممنون، لاختبار معنويات الآخايين، عن نيته مغادرة طروادة، أعاد أوديسيوس النظام إلى المعسكر اليوناني. ولاحقًا أقنع أوديسيوس أجاممنون مرةً أخرى بعدم الانسحاب، بعد أن ترك العديد من الأبطال ساحة المعركة بسبب الإصابات (بمن فيهم أوديسيوس وأجاممنون). تم اختياره إلى جانب مبعوثين آخرين، في السفارة الفاشلة لمحاولة إقناع أخيل بالعودة إلى القتال.
عندما اقترح هيكتور مبارزة قتالية أحادية، كان أوديسيوس أحد الدانانيون الذين تطوعوا على مضض لمحاربته. ولكن كان تيلامونيان آياس («الأكبر»)، هون المتطوع الذي حارب هيكتور في النهاية. ساعد أوديسيوس ديوميديس خلال العمليات الليلية لقتل ريسوس، لأنه كان قد تُنبئ أنه إذا شربت خيوله من نهر سكاماندر، لن يتمكنوا من الاستيلاء على طروادة.
بعد مقتل باتروكلُس، قدم أوديسيوس المشورة لأخيل للسماح للرجال الآخايين بالأكل والراحة بدلًا من اتباع رغبته المدفوعة بالغضب للعودة إلى الهجوم -وقتل الطرواديين- فوريًا. وافق آخيل في النهاية (وعلى مضض). وخلال مباريات جنازة باتروكلُس، شارك أوديسيوس في مباراة مصارعة مع آياس «الأكبر» وسباق ركض مع آياس «الأصغر»، وابن أويليوس وابن نسطور أنتيلوخوس. تعادل في مباراة المصارعة، وفاز بالسباق بمساعدة الإلهة أثينا.
اعتُبر أوديسيوس تقليديًا نقيض أخيل في الإلياذة: ففي حين كان غضب أخيل كل ما يشغل تفكيره وذات طبيعة مدمرة للذات، اعتُبر أوديسيوس غالبًا رجلًا متوسطًا، وصوت العقل، واشتهر بضبط نفسه ومهاراته الدبلوماسية. تعارض أيضًا في بعض النواحي مع تيلامونيان آياس (آياس شكسبير «ضعيف العقل»): في حين أن الأخير لديه الشجاعة لنصيحته فقط، فإن أوديسيوس ليس عبقريًا فحسب (كما يتضح من فكرته حول حصان طروادة)، بل متحدث بليغ أيضًا، ربما تظهر مهارته بأفضل وجه في السفارة لأخيل في الكتاب التاسع من الإلياذة. لا يختلف الاثنان بشكل مطلق فحسب، بل يتعارضان عمليًا غالبًا لأنهما يخوضان الكثير من المبارزات والمشاجرات.

### قصص أخرى من حرب طروادة
ذهب أوديسيوس والعديد من قادة الأخايين الآخرين إلى سكيروس للعثور على أخيل، لأن النبوة أشارت إلى أن حرب طروادة لن تُربح دون أخيل. عثر أوديسيوس على أخيل من خلال تقديم الهدايا والزينة والآلات الموسيقية وكذلك الأسلحة إلى بنات الملك، ثم جعل رفاقه يقلدون أصوات هجوم العدو على الجزيرة (جعل صوت البوق مسموعًا على الأخص)، ما دفع أخيل إلى الكشف عن نفسه باختيار سلاح للقتال، وغادروا معًا إلى حرب طروادة.
هناك العديد من الروايات حول قصة وفاة بلاميدس. وفقًا لبعضها، لا يسامح أوديسيوس بلاميدس أبدًا عن كشف جنونه المزعوم ويلعب دورًا في سقوطه. تقول أحد الروايات أن أوديسيوس أقنع أسير طروادي لكتابة رسالة يتظاهر فيها بأنه من بلاميدس. ذكر مبلغ من الذهب أُرسل كمكافأة على خيانة بلاميدس. ثم قتل أوديسيوس السجين وأخفى الذهب في خيمة بالاميدس. وتأكد أن يجد أجاممنون الرسالة ويحصل عليها، كما أعطى تلميحات لتوجيه الأرغوسيون إلى الذهب. شكل هذا دليلًا كافيًا لليونانيين، فرشقوا بالاميدس بالحجارة حتى الموت. تقول مصادر أخرى إن أوديسيوس وديوميديس دفعا بلاميدس إلى النزول بئر بحجة وجود كنز في الأسفل. عندما وصل بلاميدس إلى القاع، شرع الاثنان برجمه بالحجارة، ما أدى إلى مقتله.
عندما قتل باريس أخيل في معركة، استعاد أوديسيوس وتيلامونيان آياس جسد ودروع المحارب الذي سقط في خضم القتال العنيف. خلال مباريات جنازة أخيل، تنافس أوديسيوس مرة أخرى مع تيلامونيان آياس. إذ قالت ثيتيس إن دروع أخيل ستذهب إلى أشجع اليونانيين، لكن لم يجرؤ سوى هذين المحاربين على المطالبة بهذا اللقب. خاض الأرغوسيان نزاعًا حادًا حول جدارة كل منهما للحصول على المكافأة.

## أوديسيوس ولعنة بوسيدون
بعد فوزهم بالحرب التقى أوديسيوس وجنوده بعملاق ذي عين واحدة ففقأ أوديسيوس عينه وجعله أعمى بعد أن أكل العملاق مجموعة من رجال أوديسوس وكان ذاك العملاق ابن اله البحر بوسيدون فغضب منه بوسيدون فعاقبه بأن تاه في البحر عشر سنين لاقى فيها أهوالا كثيرة. ذكرت قصته في حرب طروادة في ملحمة الإلياذة لهوميروس كما أنه بطل ملحمة الأوديسة لهوميروس أيضا.